# Leonardo Altino
Leo Altino (* in Pernambuco) ist ein brasilianischer Cellist.
Altino begann seine musikalische Ausbildung im Alter von fünf Jahren und gab achtjährig sein erstes Konzert. Elfjährig trat er erstmals mit einem Orchester auf und spielte Camille Saint-Saëns’ Erstes Cellokonzert. Drei Jahre später gewann er den Wettbewerb Jovens Concertistas Brasileiros in Rio de Janeiro und konnte in der Folgezeit mit namhaften Orchestern Brasiliens unter Leitung Eleazar de Carvalho, Isaac Karabitchevsky und anderen auftreten. Er studierte am New England Conservatory of Music in Boston, an der Musikhochschule Detmold und an der University of Illinois. Seine wichtigsten Lehrer waren Francisco Pino, Aldo Parisot, Laurence Lesser, Marcio Carneiro und Suren Bagratuni. 
Nachdem er im Alter von 19 Jahren den Ersten Preis beim Internationalen Cellowettbewerb in Viña Del Mar gewonnen hatte, folgten Auftritte in Argentinien, Brasilien, Chile, Kolumbien, Dänemark, Griechenland, Italien, Südkorea, Taiwan, Uruguay, Venezuela und den Vereinigten Staaten. Er gab Konzerte mit namhaften internationalen Orchestern und unter der Leitung von Dirigenten wie Elezar de Carvalho, Isaac Karabtchevisky, Carl Saint-Clair, Andrew Sewell, David Bowden und Fabio Mechetti. Als Kammermusiker arbeitete er u. a. mit Monique Duphil, Ilya Gringolts, Oleh Krysa, Antonio Meneses, Victor Asuncion, Giora Schmidt,  Fans Helmerson, dem Ceruti und dem Miró String Quartet zusammen. Altino unterrichtet Cello und Kammermusik am Wheaton College Conservatory of Music.